# Seftigen
Seftigen é uma comuna da Suíça, no Cantão Berna, com cerca de 2.063 habitantes. Estende-se por uma área de 3,90 km², de densidade populacional de 529 hab/km². Confina com as seguintes comunas: Burgistein, Gurzelen, Noflen, Uetendorf.
A língua oficial nesta comuna é o Alemão.